# Crazy Little Thing Called Love
"Crazy Little Thing Called Love" é uma canção da banda de rock britânica Queen, escrita por Freddie Mercury. Foi a terceira música mais tocada nas rádios brasileiras em 1980. Escrita por Mercury em 1979, ela apareceu no álbum The Game e também na compilação Greatest Hits. A música alcançou a segunda posição na UK Singles Chart em 1989, e a primeira posição na Billboard Hot 100 dos Estados Unidos, em 23 de Fevereiro de 1980, permanecendo por quatro semanas consecutivas. Ela também ficou no topo da ARIA Charts australiana por sete semanas.
Mercury compôs "Crazy Little Thing Called Love" no violão, tocando o ritmo durante apresentações ao vivo, sendo a primeira vez que tocou em concertos. Queen tocou a música ao vivo entre 1979 e 1986, e uma performance ao vivo da música foi gravada nos álbuns Queen Rock Montreal e Queen at Wembley. A música foi tocada ao vivo em 20 de abril de 1992, durante o The Freddie Mercury Tribute Concert, realizada por Robert Plant junto do Queen. O estilo da canção foi descrito pelo autor Karl Coryat como rockabilly em seu livro de 1999 intitulado The Bass Player Book.

## Composição
A canção segue o estilo rockabilly e foi feita em homenagem a Elvis Presley, um dos principais divulgadores do gênero.
A banda só gravaria outra canção do gênero (Man On The Prowl) no álbum The Works de 1984.
Freddie Mercury relatou no Melody Maker, em 2 de Maio de 1981, que ele compôs "Crazy Little Thing Called Love" no violão em apenas cinco ou dez minutos.
| “                 | Compus 'Crazy Little Thing Called Love' em uns cinco ou dez minutos. Eu fiz isso no violão, que eu não sei tocar, e de certa maneira isso foi bom porque eu fiquei restringido, conhecendo apenas alguns acordes. É uma boa disciplina porque eu simplesmente tive que escrever dentro de um pequeno framework. Eu não podia trabalhar com muitos acordes e por causa dessa restrição eu escrevi uma boa música, eu acho. | ” |
| — Freddie Mercury | |   |

Escrita por Mercury como um tributo à Elvis Presley, o baterista do Queen, Roger Taylor, disse numa entrevista que Mercury a escreveu em 10 minutos enquanto descansava em um banho no Bayerischer Hof Hotel em Munique, durante uma de suas extensivas sessões de gravação. Mercury a levou para o estúdio pouco depois de escrevê-la, e a apresentou para Roger Taylor e John Deacon. Os três a gravaram em Munique, no Musicland Studios. A canção inteira teria sido gravada em menos de meia hora (apesar do produtor dizer que levou seis horas). A canção foi marcada por Mercury tocar violão pela primeira vez em concertos, por exemplo no Live Aid, em 1985.

## Sucessões em tabelas musicais
| Precedido por "Please Don't Go" por KC and the Sunshine Band       | Single número um Canadian "RPM" Singles Chart 23 de fevereiro de 1980 – 1 de março de 1980 | Sucedido por "Coward of the County" por Kenny Rogers              |
| Precedido por "Do That to Me One More Time" por Captain & Tennille | Single número um - Billboard Hot 100 23 de fevereiro de 1980 – 15 de março de 1980         | Sucedido por "Another Brick in the Wall (Part II)" por Pink Floyd |
| Precedido por "Please Don't Go" por KC and the Sunshine Band       | Single número um - Australian Kent Music Report 1 de março de 1980 – 12 de abril de 1980   | Sucedido por "I Got You" por Split Enz                            |

## Versão de Dwight Yoakam
O cantor de música country norte-americano Dwight Yoakam incluiu um cover da canção em seu álbum de 1999, Last Chance for a Thousand Years: Dwight Yoakam's Greatest Hits from the 90's. A versão de Yoakam foi lançada como single. Ele estreou no número 65 no quadro de "Hot Country Singles & Tracks" da Billboard dos Estados Unidos para a semana de 1 de maio de 1999 e atingiu o pico no número 12 nas paradas de singles do país dos Estados Unidos nesse mesmo ano. Também foi usado em um comercial de televisão para o varejista de vestuário Gap no momento do lançamento do álbum. O videoclipe foi dirigido por Yoakam. Esta versão aparece no filme The Break-Up (2006), estrelado por Vince Vaughn e Jennifer Aniston.

## Outras versões cover
- Em 1980, The Chipmunks em seu álbum de retorno, Chipmunk Punk.[20]
- Em 1980, o cantor Jimmy "Orion" Ellis incluiu uma cover com um arranjo inspirado em Elvis Presley em seu álbum "Rockabilly". O cover de Elvis, James Brown, também executa uma cover da canção em um concerto.
- Uma versão instrumental também foi música de fundo para os títulos e parte final do jogo de computador Frantic Freddie de 1983.
- Uma cover em espanhol intitulado Casi Loco Por Tu Amor, interpretada pelo cantor venezuelano Pablo Dagnino, foi incluída no álbum "a Queen: Los Grandes del Rock in English" (1997).[21]
- Em outubro de 1999, a cantora estadunidense de country rock Juice Newton em seu álbum American Girl.[22]
- O cantor canadense de pop/big band, Michael Bublé, cobriu a música para seu álbum de estréia Michael Bublé de 2003.[23]
- The Brian Setzer Orchestra colocou um ritmo mais rápido, em uma versão neo-swing no seu álbum Jump, Jive um' Wail de 2003.[24]
- A banda britânica de pop rock/pop punk McFly, lançou uma versão presente no CD single da canção "Room on the 3rd Floor".[25]
- O cantor americano Josh Kelley  gravou uma versão para o álbum Killer Queen: A Tribute to Queen de 2005.[26]
- Diana Ross  gravou uma versão para seu álbum I Love You de 2007. Brian May toca guitarra nesta versão.
- A banda de pop rock americana Maroon 5 gravou uma versão lançada como faixa bônus em algumas versões do álbum de 2010, Hands All Over.[27]
- A cantora brasileira Cris Delanno gravou uma versão para seu álbum Relaxing Bossa Lounge de 2013.[28]
- Drake Bell gravou uma versão da canção para seu álbum Ready Steady Go! de 2014.[29]